# Хавкала
Хавкала (араб. حَوْقَلَة‎) исламский термин означающий «нет силы и мощи кроме как  от Аллаха» (араб. لَا حَوْلَ وَلَا قُوَّةَ إِلَّا بِٱللَّٰهِ‎ — ля хауля ва-ля къуввата илля биЛлаьх).
Это выражение упоминают мусульмане когда охвачены бедствием или в период смуты.

Хавкала на арабском каллиграфе.

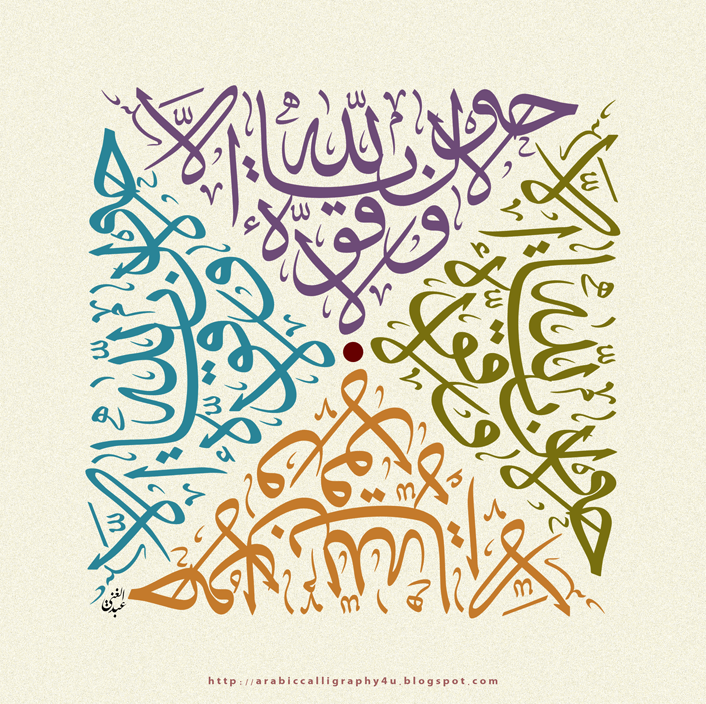
Хавкала на арабском каллиграфе.

## См.также
- Басмала
- Зикр